# Jan Ziółek
Jan Ziółek (ur. 29 lipca 1931 w Złakowie Borowym, zm. 5 września 2009 w Lublinie) – polski historyk, specjalizujący się w historii powszechnej i historii Polski XIX wieku, profesor Katolickiego Uniwersytetu Lubelskiego.

## Życiorys
Jego pradziadek był uczestnikiem powstania styczniowego (1863–1864), a ojciec brał udział w wojnie polsko-bolszewickiej w 1920. 
1 lutego 1952 został aresztowany przez funkcjonariuszy Urzędu Bezpieczeństwa Publicznego (UBP) za antykomunistyczną działalność konspiracyjną. Przebywał w areszcie śledczym do 20 lutego 1952. 18 lutego 1952 został skazany na 9 lat więzienia przez Rejonowy Sąd Wojskowy w Łodzi za przynależność do nielegalnej organizacji antykomunistycznej w Łowiczu, zmierzającej do obalenia siłą władzy ludowej i ustroju komunistycznego. Został również pozbawiony praw obywatelskich i honorowych na okres 3 lat, a także orzeczono wobec niego całkowitą konfiskatę mienia. Część wyroku odbył w więzieniach UBP w Łodzi i w Centralnym Więzieniu w Sieradzu, a część przepracował w Kopalni Węgla Kamiennego im. Dymitrowa w Bytomiu. Wolność odzyskał w maju 1955. 
W 1956 podjął studia na Wydziale Nauk Humanistycznych Katolickiego Uniwersytetu Lubelskiego – na kierunku historia – w Lublinie. Studia ukończył w 1961. Nadal był prześladowany przez władze komunistyczne. Na początku lat sześćdziesiątych XX w. zwolniono go oraz jego żonę z pracy w sektorze państwowym. W 1962 podjął pracę na Katolickim Uniwersytecie Lubelskim jako kierownik dziekanatu Wydziału Teologicznego i Wydziału Prawa Kanonicznego. Stopień doktora nauk humanistycznych uzyskał w 1968 na Uniwersytecie Warszawskim. 1 lutego 1969 rozpoczął pracę naukowo-dydaktyczną jako starszy asystent II Katedry Historii Nowożytnej KUL. W 1979 uzyskał stopień doktora habilitowanego nauk humanistycznych na Katolickim Uniwersytecie Lubelskim. Wiosną 1981 otrzymał nominację na docenta. W 1981 wspierał moralnie i finansowo studentów aresztowanych za udział w listopadowym strajku okupacyjnym na KUL. W latach 1981–1987 był prodziekanem Wydziału Nauk Humanistycznych KUL. W 1984 został powołany na stanowisko kierownika II Katedry Historii Nowożytnej KUL. W 1988 otrzymał tytuł profesora nadzwyczajnego KUL, a w 1992 objął stanowisko profesora zwyczajnego. 
Był członkiem Towarzystwa Naukowego KUL – zasiadał w jego zarządzie jako skarbnik, Lubelskiego Towarzystwa Naukowego, Płockiego Towarzystwa Naukowego oraz Polskiego Towarzystwa Historycznego – w latach 1988–1996 pełnił w nim funkcję wiceprezesa, a następnie był członkiem jego zarządu. Od 1992 pełnił również funkcję prezesa Fundacji Katolickiego Uniwersytetu Lubelskiego im. Anieli hr. Potulickiej. Był także członkiem Związku Więźniów Politycznych Okresu Stalinowskiego. Za działalność dydaktyczno-naukową otrzymał w 1999 specjalną nagrodę Rektora KUL.
Jego córką jest historyk Ewa Ziółek. 

## Wybrane publikacje
Jego dorobek naukowy liczy ponad 220 pozycji, w tym 9 książkowych. W latach 1983–2000 wypromował 110 magistrów i 12 doktorów. Zrecenzował 252 prace magisterskie i 21 doktorskich. Napisał także 4 recenzje profesorskie.
- Mobilizacja sił zbrojnych na lewobrzeżu Wisły 1830–1831 (1973)
- Stosunek Wielkiej Emigracji do dynastii Bonapartych (1980, rozprawa habilitacyjna)
- Konstytucja 3 Maja: kościelno-narodowe tradycje święta (1991, ISBN 83-85291-12-1)
- Studia nad myślą polityczną Wielkiej Emigracji: Napoleon I i Napoleon III (1995, ISBN 83-86668-22-9)
- Fundacja Potulicka im. Anieli hr. Potulickiej 1925–1948: historia i dokumenty (1998, ISBN 83-228-0697-3)
- Represje wobec uczestników wydarzeń w Katedrze Lubelskiej w 1949 roku (1999, współautor, ISBN 83-87703-41-9)
- Druga konspiracja niepodległościowa: tajne organizacje młodzieży szkolnej Lublina i Lubelszczyzny w latach 1945–1956 (2001, ISBN 83-7306-023-5)
- Moja wojna z bolszewikami 1919–1920 (2004, ISBN 83-7222-175-8)
- Żołnierze nieugięci : procesy członków Związku Więźniów Politycznych okresu komunistycznego w Lublinie (2006, ISBN 83-7306-281-5)
- Aniela hr. Potulicka i jej dzieło (2008, ISBN 978-83-7306-382-2)
- Fundacja KUL im. Anieli hr. Potulickiej 1948–2008 (2008, współautor, ISBN 978-83-7306-381-5)

## Odznaczenia
- Krzyż Oficerski Orderu Odrodzenia Polski
- Złoty Krzyż Zasługi
- Medal „Pro Memoria”
- Medal Komisji Edukacji Narodowej
- Krzyż Więźnia Politycznego
- Kombatancki Krzyż Zasługi
- Srebrna Honorowa Odznaka "Zasłużonemu dla Lublina"